# 이온 안토네스쿠
이온 빅토르 안토네스쿠(루마니아어: Ion Victor Antonescu, 1882년 6월 15일 ~ 1946년 6월 1일)는 루마니아의 군인이자 권위주의 정치인이었다. 제2차 세계대전 기간 동안 총리이자 나치독일의 총통과 같은 위치인 콘두커토르(루마니아어: Conducător, 지도자)로서 루마니아를 통치하였다. 그 스스로가 파시즘의 신봉자였으며 2차 대전 동안 공산주의자들을 축출한다는 명목으로 아돌프 히틀러와 협력하여 추축국에 참가하였고, 루마니아에서의 홀로코스트를 주도한 혐의 등으로 전쟁 후 전범으로 기소되어 1946년 6월 1일, 질라바에서 사형에 처해졌다.
본래 루마니아 육군 장교로서 1907년 루마니아 민란 진압과 제1차 세계대전 루마니아 전역에서 명성을 얻은 그는 반유대주의자로서 전간기에 파시즘 운동에 경도되었다. 그는 파시즘을 신봉하는 극우적 성향의 국가기독당에 가입하였으며 철위대와도 관계를 가까이 했다. 프랑스에 무관으로 파견되었다가 뒤에 참모총장이 되었고, 이후 국가기독당의 옥타비안 고가 및 미론 크리스테아의 정부에서 국방장관 등을 역임하였다. 1930년대 후반 국왕 카롤 2세와의 정치적 갈등으로 한때 수감되기까지 했으나, 쿠데타로 카롤 2세를 퇴위시키고 1940년 9월 철위대의 호리아 시마와 불안정한 동맹관계 하에 국민군단국가 체제를 수립하여 총리로 집권하는 데 성공하였다. 이 시기 안토네스쿠는 미하이 1세를 국왕으로 삼고 병영 국가를 수립하였으나 호리아 시마와 대립하게 되었고, 곧 나치 독일에 접근하여 아돌프 히틀러의 신임을 얻자 1941년 1월 철위대 반란을 구실로 철위대 세력을 내쫓고 독자 권력을 확립하였다. 이후 안토네스쿠는 외교장관과 국방장관 등을 겸임하고 군통수권자가 되었으며 지도자(Conducător)나 원수(Mareșal)라는 칭호를 사용하였다.
곧 독소전쟁이 발발하자 추축국 측에 참전하여 베사라비아와 부코비나 북부 영토를 획득하였다. 2차 대전 동안 루마니아와 점령지인 베사라비아, 우크라이나에서 유대인과 로마니인들을 집단 살해하는 정책을 시행하였으며 오데사 지역에서 학살을 벌이기도 했다. 루마니아는 2차 세계대전 기간 동안 점령한 소련 영토인 트란스니스트리아에서 나치 독일의 홀로코스트에 버금가는 조직적인 인종청소를 자행하였다. 1944년부터 루마니아에 연합군의 대대적 공습이 시작되고 동부 전선에서 루마니아군이 소련군에 패퇴하며 큰 피해를 입자 1944년 8월 23일 국왕 미하이 1세가 친위대를 동원하여 안토네스쿠에 대항한 쿠데타를 일으켜 그를 체포하고 연합군과 정전협상을 개시하였다. 적군이 루마니아에 진군한 뒤 안토네스쿠는 루마니아 인민 재판에 전범으로 기소되었으며, 사형을 선고받자 안토네스쿠 본인의 요청으로 총살형으로 사형되었으나 자신의 군복 착용과 군인들에게 총살형 집행 요청은 시간 상 거절되어, 대신 본인의 취향대로 중절모와 양복 차림으로 사형되었다.

## 생애

### 어린 시절과 경력
안토네스쿠는 루마니아의 수도 부쿠레슈티에서 북쪽에 있는 피테치에서 태어났다. 그의 집안은 대대로 군인을 직업으로 하였고 루마니아 정교회를 신봉하는 중산층이었다. 안토네스쿠는 어머니 리타 바란가와 특히 각별한 유대감을 지니고 있었다. 바란가는 안토네스쿠의 처형뒤에도 살아남았다. 그의 아버지는 안토네스쿠가 자신의 뒤를 이어 군인이 되기를 원하였고 크라이오바의 군사학교에 안토네스쿠를 입학시켰다. 이 학교에서 안토네스쿠는 루마니아 유태인 공동체의 지도자가 되는 빌헬름 필데르만과 같은 학급에서 배웠다. 이 때문에 안토네스쿠는 홀로코스트에서 필데르만이 살아남을 수 있도록 지시한다. 안토네스쿠는 1904년 군사학교를 졸업하고 중위로 임관하여 타르고비체의 기병대에서 2년간 근무하였다. 그는 열성적인 군인이었고 계속하여 진급하였다. 이 때부터 그는 차츰 명성을 얻기 시작했다. 그는 붉은 머리카락때문에 "붉은 개"(루마니아어: Câinele Roşu)로 불렸다. 안토네스쿠는 실패하지 않는 탁월한 지휘관으로 인정받았다.
1907년 루마니아 농민 봉기가 일어나자 그의 부대는 진압 작전에 참여하였다. 프란시스코 베이가는 안토네스쿠가 직접 진압 작전에 참여하였다고 기록하고 있다. 그러나 그는 그저 부대에 배속된 장교로서 참여한 것 뿐이라는 견해도 있다. 데니스 데레턴트는 안토네스쿠가 진압 작전을 입안하였다고 하였다. 농민 봉기를 진압한 그의 부대는 갈라치 항구의 사회주의자 봉기도 진압하였다. 안토네스쿠는 이 일로 카롤 1세로부터 훈장을 하사받는다. 1911년 안토네스쿠는 대위로 진급하여 전쟁학교에 입학하였으며 1913년 우수한 성적으로 졸업하였다. 불가리아와 제2차 발칸 전쟁이 벌어지자 안토네스쿠는 도브루자에 주둔한 제1기병대의 참모로 복무하였다.

### 1차 대전

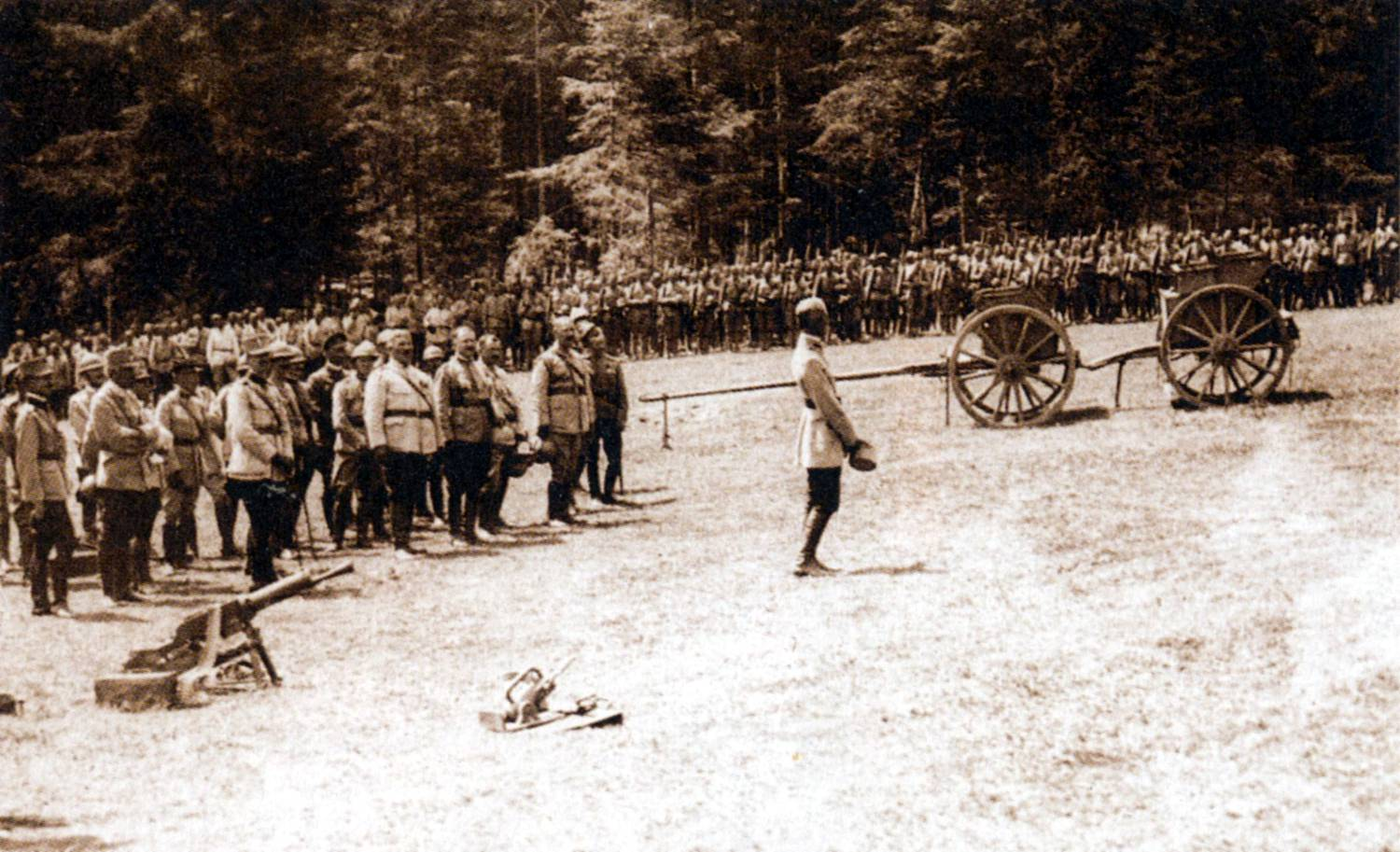
머러세치 전투에 참가한 루마니아군

1916년 이후 루마니아 왕국은 연합국의 일원으로 제1차 세계대전에 참전하였다. 안토네스쿠는 콘스탄틴 프레잔 장군 휘하의 참모장으로 복무하였다. 1916년 8월 루마니아군은 카르파티아산맥을 넘어 오스트리아-헝가리로 진군하였다. 동맹국은 즉각 반격에 나섰으며 8월 24일 투르투차이아 전투에서 루마니아군은 불가리아와 독일 제국의 군대에게 크게 패하게 된다. 동맹국은 카르파티아산맥을 넘어 왈라키아로 진군하였다. 안토네스쿠는 수도 방위 작전을 입안하였다. 전황은 루마니아에게 불리하게 돌아갔으며 결국 볼다비아를 제외한 영토의 대부분을 점령당하였다.
이러한 상황에서 안토네스쿠는 점점 더 중요한 전략적 결정을 내리는 위치에 서게 되었고 이에 따라 그의 야심도 커져갔다. 프레잔이 참모총장으로 부임하자 그의 참모장이었던 안토네스쿠는 소령으로 진급하였으며 몰다비아 방어 작전의 총책임자가 되어 1917년 7월에서 8월에 있었던 머러세치 전투의 전술을 담당하였다. 당시 루마니아의 총사령관은 알렉산드루 아베레스쿠였으며 독일 제국의 군대는 아우구스트 폰 마켄센이었다. 전쟁 기간 동안 안토네스쿠는 프레잔의 최측근로서 그의 결정에 영향력을 행사하였다.
1917년 가을 10월 혁명이 일어나자 러시아 임시 정부가 붕괴되고 러시아 소비에트 사회주의 연방공화국이 수립되었다. 러시아의 신정부는 독일 제국과 브레스트-리토프스크 조약을 맺었고 루마니아의 가장 큰 우군이었던 러시아군은 철수하게 되었다. 이로 인해 루마니아는 동부 전선에서 동맹국에 맞서는 유일한 국가가 되었으며 결국 항복하고 부쿠레슈티 조약 (1918년)을 맺었다. 그러나 1918년 말 루마니아는 국왕인 페르니난드 1세가 조약에 서명하지 않았다는 이유로 조약 파기를 선언한다. 이 기간 동안 안토네스쿠는 기병연대를 이끌고 있었으며 "가장 합당한 해결책"으로서 동맹국과의 단독 강화 조약을 추진하였다. 전후 루마니아는 트란실바니아를 합병한다.
전쟁이 끝난 뒤 안토네스쿠는 루마니아의 총리였던 이온 게오르게 두카(루마니아어: Ion Gheorghe Duca)의 주목을 받았다. 그는 안토네스쿠가 "매우 지적이며 유능하고 활동적인 인물로 그의 국가에 대한 봉사와 개인 됨됨이 모두 신뢰할만 하다"고 평했다. 한편 1918년 황태자 카롤(후일 카롤 2세)이 지지 람브리노와 눈이 맞아 자신의 군대에서 탈영하는 사건이 발생한다. 이 사건으로 인해 안토네스쿠는 미래에 왕위에 오를 카롤을 경멸하게 되었다.

### 외교 경력 및 참모총장 시절

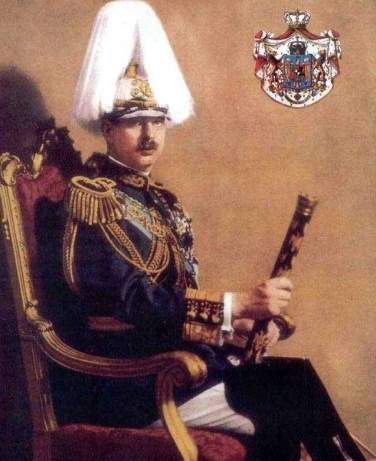
1930년 왕위에 오른 카롤 2세

중령이 된 안토네스쿠는 1919년 파리 강화 회의를 통해 트란실바니아를 루마니아의 영토로 편입시킴으로써 대중들에게 이름이 알려지기 시작했다. 안토네스쿠는 루마니아의 《기원과 과거, 희생, 그리고 권리》라는 제목의 국가주의 소책자를 출간하였다. 그는 이 소책자에서 유고슬라비아 왕국과의 전쟁을 불사하고서라도 바나트 전역과 티모츠 계곡을 합병하는 대루마니아 정책을 추진하여야 한다고 주장하였다. 1920년 3월 안토네스쿠는 프랑스에 무관으로 파견되었다. 그러나 그와 함께 무관으로 파견되었던 슈추 대령은 안토네스쿠에 대해 "그가 군사 전문가일지는 모르나 자만심이 강하고 배타주의자인데다 외국인 혐오가 심하다"고 보고하였다. 프랑스의 군사 사찰관 빅토르 페틴 장군은 슈추 대령의 보고가 정확하다고 인정하였다.
이러한 보고에도 루마니아 정부는 1922년 안토네스쿠를 파리 주재 무관으로 유임하고 슈추 대령을 본국으로 소환하였다. 프랑스 정부 역시 페틴 장군의 보고에도 불구하고 안토네스쿠의 유임에 사의를 표명하였다. 당시 안토네스쿠는 투란슬라비아의 시비우 지역 군사 교육을 맡았다. 지역 사령관들은 그의 교육 방식에 대해 불만이 많았다. 안토네스쿠는 1923년부터 영국과 벨기에의 무관을 겸임하였다. 안토네스쿠는 무관 임무를 수행하면서 루마니아 외교관 니콜라에 티툴레스쿠와 함께 프랑스로부터 1억 프랑스 프랑의 차관을 도입하여 프랑스제 무기를 구입하였다. 이 과정에서 두 사람은 개인적인 친분을 쌓았다. 한편, 안토네스쿠는 루마니아 출신의 보수주의 문필가 마테 비베스코로부터 귀스타브 르 봉의 군중심리학을 소개받았다. 귀스타브 르 봉의 군중심리학은 여러 파시즘 지도자들에게 사상적인 기반을 제공하였다. 비베스코는 19세기 프랑스 군인이자 국가주의자였던 조르주 블랑제(프랑스어: Georges Boulanger)도 소개하였다. 1923년 안토네스쿠는 그와 정치적 성향이 비슷한 변호사였던 미하이 안토네스쿠와 친분을 쌓았다.
1926년 안토네스쿠는 루마니아로 귀환하였고 시비우의 군사 교육 총괄을 계속하였다. 또한 1928년 가을부터 빈틸러 브러티아누 내각의 국방부 산하 보안사령관을 역임하였다. 안토네스쿠는 프랑스 체류 시절 알게 된 마리아 니쿨레스쿠와 결혼하였다. 그녀는 이미 두 번의 결혼 경험이 있는 이혼녀였는데 첫 번째 남편은 루마니아 경찰의 경관이었고 두 번째 남편은 유대인 혈통의 프랑스인이었다.
1930년 루마니아 왕국에서는 카롤 2세가 자신의 아들 미하이 1세를 밀어내고 왕위에 오르는 사건이 발생하였다. 카롤 2세는 1925년 치치 람브리노와 헤어진 뒤 마그다 루페스쿠와 열애에 빠졌고 이로 인해 왕위 계승권을 박탈당한 상태로 외국 생활을 시작하였다. 그러나 1930년 귀국한 카롤 2세는 자신의 왕위를 주장하였고 미성년자였던 카롤 2세의 아들 미하이 1세는 퇴위하여 왕세자가 되었다.
안토네스쿠는 1933년 참모총장이 되었다. 이 시기에 안토네스쿠는 반유대주의와 파시즘에 경도되어 있었고 철위대의 지도자 코르넬리우 젤레아 코드레아누와 가까워졌다. 안토네스쿠는 참모총장이라는 자신의 지위를 이요하여 보안부대로부터 수집한 각정 정보를 코드레아누에게 제공하였다.
안토네스쿠는 국방 장관 파울 안겔레스쿠의 요청에 따라 루마니아군 현대화 사업을 진행하였다. 이 과정에서 안토네스쿠는 카롤 2세와 측근들의 비호아래 군자금을 횡령하였다. 카롤 2세는 종종 정치적인 목적에서 안토네스쿠를 곤경에 빠뜨리는 비공식 명령을 내렸다. 예를 들면 보안국의 시구란차 스타쿠루이와 안토네스쿠는 카롤 2세의 명령에 따라 서로를 감시하였다. 또한 카롤 2세는 안토네스쿠에게 내무부의 아르만드 컬리네스쿠 장관을 밀착 감시하도록 명령하였다. 안토네스쿠는 카롤의 낚시줄에 걸린 모든 정치 세력과 접촉하게 되었다. 안토네스쿠는 루마니아 내의 주요한 민주주의 세력인 자유당, 전국농민당과의 접촉을 유지하면서 한편으로는 극우세력인 옥타비아 고가의 국가기독당과 철위대를 만났다. 1936년 안토네스쿠는 군부와 철위대에 의한 쿠데타가 준비되고 있는 사실을 알게 되었다. 그러나, 안토네스쿠는 이 사태를 반겼다.

### 국방장관 시절과 코드레아누 재판

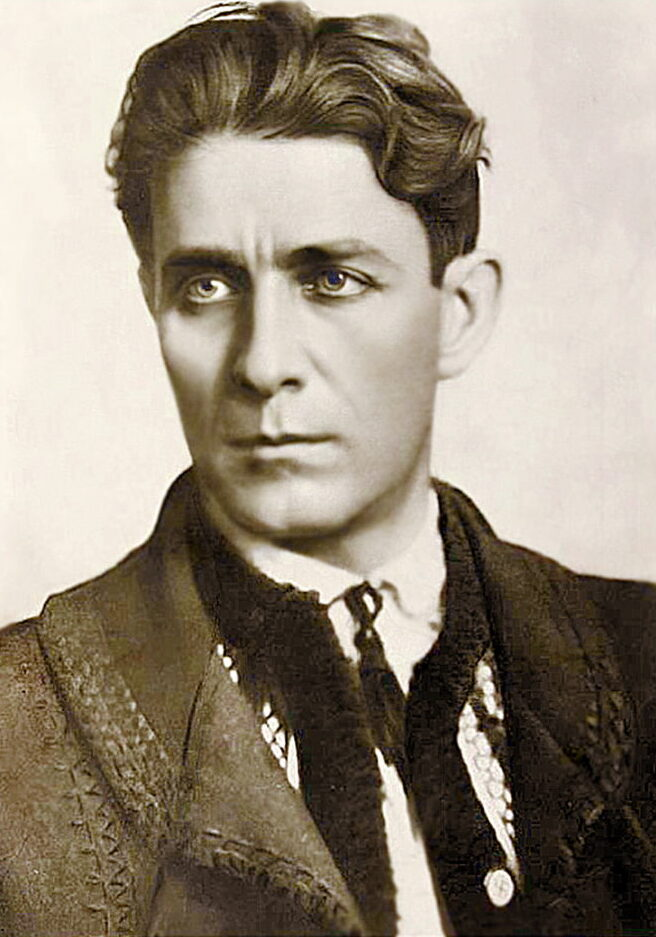
철위대의 지도자 코르넬리우 젤레아 코드레아누

1937년 루마니아 총선 결과 어떠한 정당도 확고한 우위를 차지하지 못하였다. 그러나 카롤 2세는 극우 세력인 국기기독당의 고가를 루마니아 총리로 임명하고 파시즘 내각을 구성하였다. 고가 내각이 제일 처음 시행한 정책은 유대인에 대한 인종차별이었다. 고가의 이러한 정책은 철위대의 지도자 코르넬리우 젤레아 코드레아누의 영향력을 증대시키는 결과를 가져왔다. 고가는 코드레아누를 정보통신부 장관으로 임명하였고 아르만드 컬리네스쿠는 내무부 장관에 임명되었다. 안토네스쿠는 국방장관이 되었다.
간전기 기간 동안 루마니아는 전통적인 동맹국인 프랑스, 영국, 그리고 소협상 동맹의 국가들과 외교 관계를 유지할 것인지 아니면 고가 정부의 이념과 유사한 나치 독일 및 방공 협정의 국가들과의 외교를 시작할 것인지를 선택하여야만 하였다. 안토네스쿠는 이념적 성향이 아돌프 히틀러와 유사하였으나 프랑스, 영국과의 전통적인 외교관계에서 경력을 쌓았다. 안토네스쿠는 헝가리와 소련의 보복주의에 대항하기 위해서는 전통적인 외교관계에 의지하여야 한다고 생각하고 있었다. 그러나 프랑스-소비에트 상호협력조약이 체결되자 반공주의자였던 안토네스쿠는 이를 못마땅하게 여기기 시작하였다. 헝가리가 트란실바니아의 반환을 요구하기 시작하자 안토네스쿠는 참모진에게 서쪽으로부터의 공격에 대비하는 작전계획을 수립하도록 지시하였다. 한편 독자적 파시스트 준군사조직인 철위대와 집권 국가기독당의 파시스트 준군사조직인 런치에리(루마니아어: Lăncieri,창병대)간의 무력 충돌이 발생하자 안토네스쿠는 이미 수도에서 시행되고 있던 계엄을 전국으로 확대한다.
국가기독당의 고가와 철위대의 코드레아누의 연정이었던 고가 내각은 국왕 카롤 2세가 친정을 선포함으로써 막을 내렸다.(루마니아 헌법 (1938년) 참조) 1938년 고가 총리가 사망하자 안토네스쿠는 총리의 미망인 베투리아 고가와 친분을 지속하는 한편, 코드레아누와 더욱 가까운 관계가 되었다. 안토네스쿠는 코드레아누를 자신의 절친한 친구라 말하였다. 카롤 2세의 명으로 안토네스쿠는 코드레아누에게 근위대장 직을 제안한 적이 있었다. 코드레아누는 안토네스쿠의 위치와 고가 총리와의 관계를 생각할 때 정쟁으로 이어질 것이 뻔한 이 제안을 거절하였다.
얼마 지나지 않아 컬리네스쿠는 코드레아누를 반역죄로 체포하였다. 안토네스쿠는 이에 항의하는 서한을 보내고 곧이어 국방장관을 사임하였다. 안토네스쿠는 코드레아누의 친구로서 검사 앞에 나서 그를 옹호하였다. 카롤 2세는 루마니아 제3군에 명령하여 코드레아누를 베사라비아 지역 프레데알에 수감시켰다. 그는 후일 안토네스쿠의 탄원으로 키시너우로 이감되었다. 카롤 2세는 코드레아누라는 강력한 정적이 사라지자 안토네스쿠를 공격하기 시작하였다. 카롤 2세는 안토네스쿠의 아내가 전 남편과 완전히 이혼한 것이 아니라고 주장하며 중혼 혐의를 씌우고자 하였으나 실패하였다. 1938년 11월 30일 카롤 2세는 코드레아누를 처형하였다.
카롤 2세의 통치는 제2차 세계대전이 시작될 무렵 이미 난맥상을 드러내고 있었다. 나치 독일과 소련의 독일-소련 불가침 조약으로 인해 루마니아는 고립되었다. 1940년 카롤 2세는 소련이 베사라비아와 북부코비나를 점유하는 것에 동의할 수밖에 없었다. 한편 프랑스 공방전이 시작되자 루마니아는 어느 편에 서야 할지를 결정하여야만 하였다.

### 권력 장악
추축국들의 압력이 계속되고, 루마니아가 남부 도브루자를 불가리아에 양도한 데 이어 북부 트란실바니아를 헝가리에 양도한 8월, 그의 억류는 비로소 끝났다.

## 주해
1. ↑  루마니아 철위대는 무솔리니의 검은 셔츠단, 히틀러의 돌격대와 같은 전체주의 준군사조직이었다.

## 참고 문헌
- Final Report of the International Commission on the Holocaust in Romania, Polirom, Iaşi, 2004. ISBN 973-681-989-2
- Viorel Achim, The Roma in Romanian History, Central European University Press, Budapest, 2004. ISBN 963-9241-84-9
- Jean Ancel,
  - Preludiu la asasinat. Pogromul de la Iaşi, 29 iunie 1941, Polirom, Iaşi, 2005. ISBN 973-681-799-7
  - " 'The New Jewish Invasion' - The Return of the Survivors in Transnistria", in David Bankier (ed.), The Jews are Coming Back: The Return of the Jews to Their Countries of Origin after WWII, Berghahn Books, Providence, 2005, p. 231-256. ISBN 1-57181-527-9
- Lucian Boia, Istorie şi mit în conştiinţa românească, Humanitas, Bucharest, 1997. ISBN 973-50-0055-5
- Christopher R. Browning, The Origins of the Final Solution: The Evolution of Nazi Jewish Policy, September 1939 – March 1942, University of Nebraska Press, Lincoln, 2004. ISBN 978-0-8032-5979-9
- Maria Bucur,
  - "Edificies of the Past: War Memorials and Heroes in Twentieth-century Romania", in Maria Todorova (ed.), Balkan Identities: Nation and Memory, C. Hurst & Co. Publishers, London, 2004, p. 158-179. ISBN 1-85065-715-7
  - "Women's Stories as Sites of Memory: Gender and Remembering Romania's World Wars", in Nancy M. Wingfield, Maria Bucur (eds.), Gender & War in Twentieth-century Eastern Europe, Indiana University Press, Bloomington, 2006, p. 171-192
- Christopher Chant, The Encyclopedia of Codenames of World War II, Routledge & Kegan Paul Books Ltd., London, 1987. ISBN 0-7102-0718-2
- Adrian Cioroianu, Pe umerii lui Marx. O introducere în istoria comunismului românesc, Editura Curtea Veche, Bucharest, 2005. ISBN 973-669-175-6
- Marcel Cornis-Pope, John Neubauer (eds.), History of the Literary Cultures of East-Central Europe, John Benjamins, Amsterdam & Philadelphia, 2004. ISBN 90-272-3452-3; see:

Letiţia Guran, Alexandru Ştefan, "Romanian Literature under Stalinism", p. 112-124
- John Neubauer et al., "1945", p. 143-177
- Dennis Deletant, Hitler's Forgotten Ally: Ion Antonescu and His Regime, Romania, 1940-1944, Palgrave Macmillan, London, 2006. ISBN 1-4039-9341-6
- Stanislaw Frankowski, "Post-Communist Europe", in Peter Hodgkinson, Andrew Rutherford (eds.), Capital Punishment: Global Issues and Prospects, Waterside Press, Winchester, 1996, p. 215-242. ISBN 1-872870-32-5
- Aleksander Gella, Development of Class Structure in Eastern Europe: Poland and Her Southern Neighbors, State University of New York Press, Albany, 1989. ISBN 0-88706-833-2
- Juliana Geran Pilon, The Bloody Flag. Post-Communist Nationalism in Eastern Europe. Spotlight on Romania (Studies in Social Philosophy & Policy No. 16), Transaction Publishers, New Brunswick & London, 1992. ISBN 1-56000-620-X
- Roger Griffin, The Nature of Fascism, Routledge, London, 1993. ISBN 0-415-09661-8
- Arnold D. Harvey, Collision of Empires: Britain in Three World Wars, 1793-1945, Continuum International Publishing Group, London, 1992. ISBN 1-85385-078-7 {{isbn}}의 변수 오류: 유효하지 않은 ISBN.
- Rebecca Ann Haynes, " 'A New Greater Romania'? Romanian Claims to the Serbian Banat in 1941", in Central Europe, Vol. 3, No. 2, November 2005, p. 99-120; republished by University College London's Library Services
- Radu Ioanid, "Romania", in David S. Wyman, Charles H. Rosenzveig (eds.), The World Reacts to the Holocaust, Johns Hopkins University Press, Baltimore & London, 1996, p. 225-252. ISBN 0-8018-4969-1
- Michelle Kelso, "Gypsy Deportations from Romania to Transnistria, 1942-44", in Karola Fings, Donald Kenrick (eds.), In the Shadow of the Swastika: Volume 2: The Gypsies during the Second World War, University of Hertfordshire Press, Hatfield, 1999, p. 95-130. ISBN 0-900458-85-2
- Padraic Kenney, The Burdens of Freedom: Eastern Europe since 1989, Zed Books, London, 2006. ISBN 1-84277-663-0
- Peter C. Kent, The Lonely Cold War of Pope Pius XII: The Roman Catholic Church and the Division of Europe, 1943-1950, McGill-Queen's University Press, Montreal & Kingston, 2002. ISBN 0-7735-2326-X
- Charles King, The Moldovans: Romania, Russia, and the Politics of Culture, Hoover Press, Stanford, 2000. ISBN 0-8179-9792-X
- Walter Laqueur, Fascism: Past, Present, Future, Oxford University Press, Oxford etc., 1997. ISBN 0-19-511793-X
- Philip Morgan, Fascism in Europe, 1919-1945, Routledge, London, 2003. ISBN 0-415-16943-7
- David Nicholls, Adolf Hitler: A Biographical Companion, ABC-CLIO, Santa Barbara, 2000. ISBN 0-87436-965-7
- William O. Oldson, A Providential Anti-Semitism. Nationalism and Polity in Nineteenth-Century Romania, American Philosophical Society, Philadelphia, 1991. 0-87169-193-0
- Z. Ornea, Anii treizeci. Extrema dreaptă românească, Editura Fundaţiei Culturale Române, Bucharest, 1995. ISBN 973-9155-43-X
- Monty Noam Penkower, The Jews Were Expendable: Free World Diplomacy and the Holocaust, Wayne State University Press, Detroit, 1988. ISBN 0-8143-1952-1
- Antony Polonsky, Joanna B. Michlic, introduction to The Neighbors Respond: The Controversy over the Jedwabne Massacre in Poland, Princeton University Press, Princeton, 2004, p. 1-43. ISBN 0-691-11306-8
- Sabrina P. Ramet, "The Way We Were—And Should Be Again? European Orthodox Churches and the 'Idyllic Past' ", in Timothy A. Byrnes, Peter J. Katzenstein (eds.), Religion in an Expanding Europe, Cambridge University Press, Cambridge, 2006. ISBN 0-521-85926-3
- Steven D. Roper, Romania: The Unfinished Revolution, Routledge, London, 2000. ISBN 90-5823-027-9
- Michael Shafir, "The Mind of Romania's Radical Right", in Sabrina P. Ramet (ed.), The Radical Right in Central and Eastern Europe since 1989, Penn State University Press, University Park, 1999, p. 213-232. ISBN 0-271-01811-9
- Ottmar Traşcă, "Ocuparea oraşului Odessa de căre armata română şi măsurile adoptate faţă de populaţia evreiască", in the Romanian Academy George Bariţ Institute of History's Historica Yearbook 2008, p. 377-425
- Francisco Veiga, Istoria Gărzii de Fier, 1919-1941: Mistica ultranaţionalismului, Humanitas, Bucharest, 1993. ISBN 973-28-0392-4
- Petru Weber, "Die Wahrnehmung des »Domestic Holocaust« im Rumänien der Nachkriegsjahre", in Regina Fritz, Carola Sachse, Edgar Wolfrum (eds.), Nationen und ihre Selbstbilder. Postdiktatorische Gesellschaften in Europa, Wallstein Verlag, Göttingen, 2008, p. 150-167. ISBN 978-3-8353-0212-9
- Gerhard L. Weinberg, Germany, Hitler, and World War II: Essays in Modern German and World History, Cambridge University Press, Cambridge, 1996. ISBN 0-521-56626-6
- George W. White, Nationalism and Territory. Constructing Group Identity in Southeastern Europe, Rowman & Littlefield, Lanham, 2000. ISBN 0-8476-9809-2

| 전임 이온 지구르투 | 루마니아의 총리 1940년 ~ 1944년 | 후임 콘스탄틴 서너테스쿠 |